# Gracilidris
Gracilidris este un gen de furnică dolichoderine cu comportament nocturn; se crede că au dispărut acum 15-20 de milioane de ani, au fost găsite în Paraguay, Brazilia și Argentina și au fost descrise în 2006.
Pentru prima dată, s-a înregistrat că genul de furnici dolichoderine Gracilidris și singura sa specie, G. pombero au fost găsite în bazinul Amazonului, Columbia
Fosila unică existentă în chihlimbar dominican face genul parte din genul Taxon Lazăr. Singura specie existentă cunoscută, "Gracilidris pombero", cuibărește în mici colonii de furnici în sol. Aceste furnici au fost descrise doar foarte recent și se cunosc puține lucruri despre ele.

## Specii
- †Gracilidris humiloides (Wilson, 1985)
- Gracilidris pombero Wild & Cuezzo, 2006